# Sukasari (Kadupandak)
Sukasari is een bestuurslaag in het regentschap Cianjur van de provincie West-Java, Indonesië. Sukasari telt 2651 inwoners (volkstelling 2010).